# Vườn quốc gia Chambi

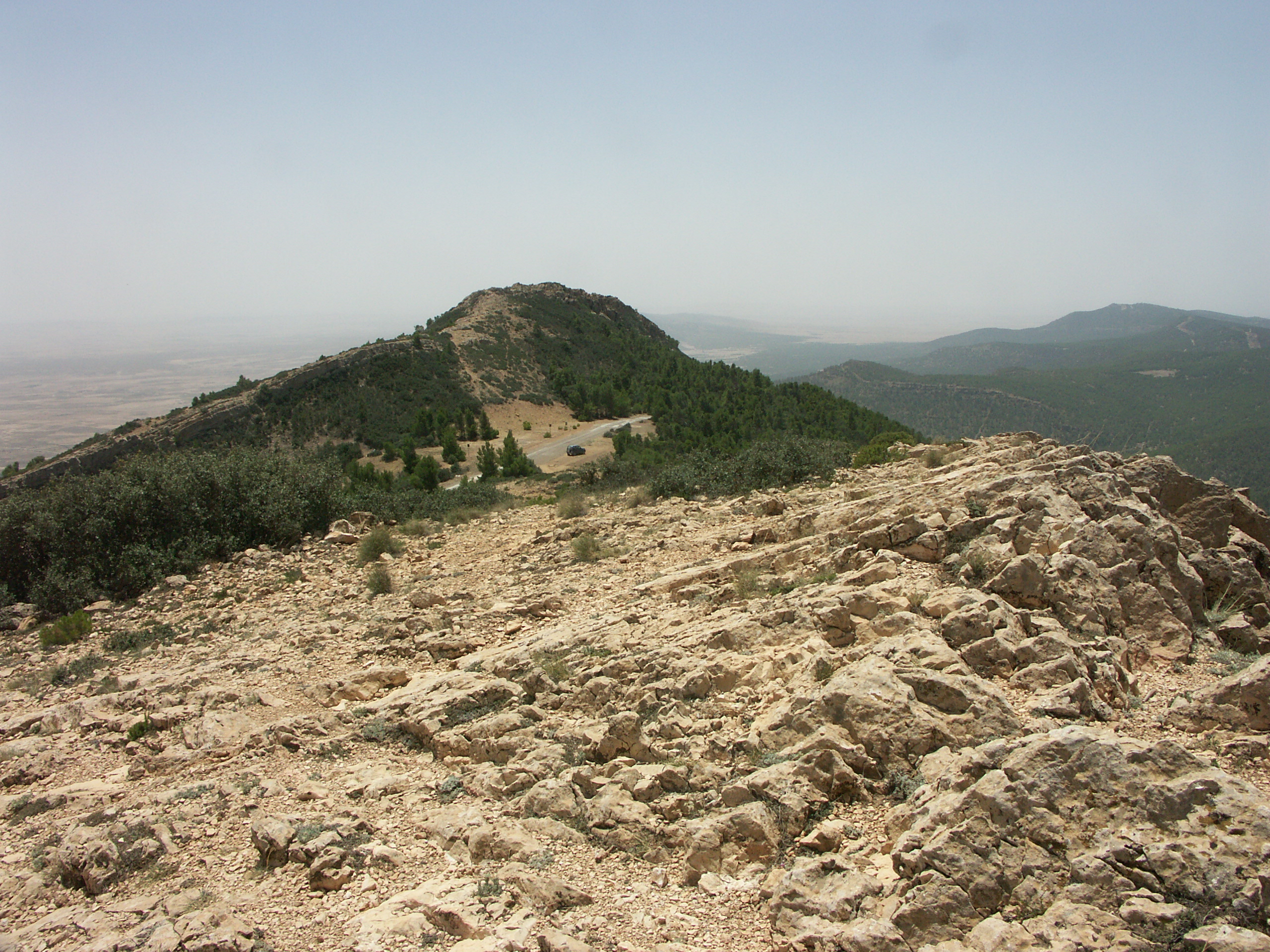
Vườn quốc gia Chambi

Vườn quốc gia Chambi là một vườn quốc gia tại Kasserine
Vườn quốc gia này bảo vệ khu vực tự nhiên xung quanh núi Djebel Chambi, cao 1.544 mét là ngọn núi cao nhất ở Tunisia. Được thành lập năm 1970 như là một khu bảo tồn nhằm bảo vệ loài Linh dương vằn bị đe dọa tuyệt chủng. Năm 1977 nó được UNESCO công nhận là một Khu dự trữ sinh quyển thế giới và trở thành vườn quốc gia vào năm 1980. Nhiều loài động thực vật đáng chú ý gồm Thông Aleppo, Sồi Holly, Cừu Barbary, Linh dương vằn, Kền kền Ai Cập, Đại bàng má trắng và Cắt lớn.